# Cochrane Collaboration
Cochrane Collaboration je nezávislá nezisková nevládní organizace založená roku 1993. Sdružuje již přes 30 000 odborníků z celého světa, kteří provádějí nezávislé lékařské testy, studie a metaanalýzy. Publikovány pak jsou v Cochrane Library. Od roku 2011 organizace oficiálně spolupracuje s WHO.